# Blago Zadro
Blago Zadro, hrvaški general, * 31. marec 1944, † 16. oktober 1991.
Četudi ni imel formalne vojaške izobrazbe, je bil imenovan za poveljnika 3. bataljona 204. vukovarske brigade, in se je odlikoval pri obrambi Borovega Naselja (mestne četrti Vukovarja) med bitko za Vukovar. Zadro je padel med bitko; zaradi njegovih zaslug so ga posmrtno povišali v čin generalmajorja.